# Осник (Вологодская область)
Осник — упразднённая деревня в Кирилловском районе Вологодской области.
Входила в состав Николоторжского сельского поселения, с точки зрения административно-территориального деления — в Волокославинский сельсовет. Исключена из учётных данных в 2022 году.

## География
Расстояние до районного центра Кириллова по автодороге — 36,3 км, до центра муниципального образования Никольского Торжка по прямой — 6 км. Ближайшие населённые пункты — Рассвет, Клемушино, Федяево, Сазоново, Минчаково.

## Население
По данным переписи в 2002 году постоянного населения не было.